# Hyperstrotia macroplaga
Hyperstrotia macroplaga är en fjärilsart som beskrevs av George Francis Hampson 1907. Hyperstrotia macroplaga ingår i släktet Hyperstrotia och familjen nattflyn. Inga underarter finns listade i Catalogue of Life.